# Didymophysa
Didymophysa är ett släkte av korsblommiga växter. Didymophysa ingår i familjen korsblommiga växter.
Kladogram enligt Catalogue of Life:
| Didymophysa | \| \| Didymophysa aucheri \| \| \| \| \| \| Didymophysa fedtschenkoana \| \| \| \| |
|             | \| \| Didymophysa aucheri \| \| \| \| \| \| Didymophysa fedtschenkoana \| \| \| \| |
|             | Didymophysa aucheri                                                                |
|             |                                                                                    |
|             | Didymophysa fedtschenkoana                                                         |
|             |                                                                                    |